# Andernos-les-Bains
 Andernos-les-Bains  [ɑ̃dɛʁnɔs le bɛ̃] ist eine französische Stadt im Département Gironde in der Region Nouvelle-Aquitaine. Sie liegt im Einzugsgebiet der Stadt Bordeaux am nordöstlichen Ufer der Bucht von Arcachon und ist Uferzone des Meeresnaturparks Bassin d’Arcachon. Andernos-les-Bains gehört zum Kanton Andernos-les-Bains im Arrondissement Arcachon.

## Geschichte
Reste einer gallo-römischen Villa aus dem 4. Jahrhundert wurden bei Ausgrabungen entdeckt (siehe: Liste der Monuments historiques in Andernos-les-Bains).
Der Ort wurde erstmals in einer Chronik des 11. Jahrhunderts genannt.

## Bevölkerungsentwicklung
| Jahr                       | 1962 | 1968 | 1975 | 1982 | 1990 | 1999 | 2009   | 2020   |
| Einwohner                  | 3472 | 4676 | 5119 | 5971 | 7176 | 9254 | 11.043 | 12.284 |
| Quellen: Cassini und INSEE |      |      |      |      |      |      |        |        |

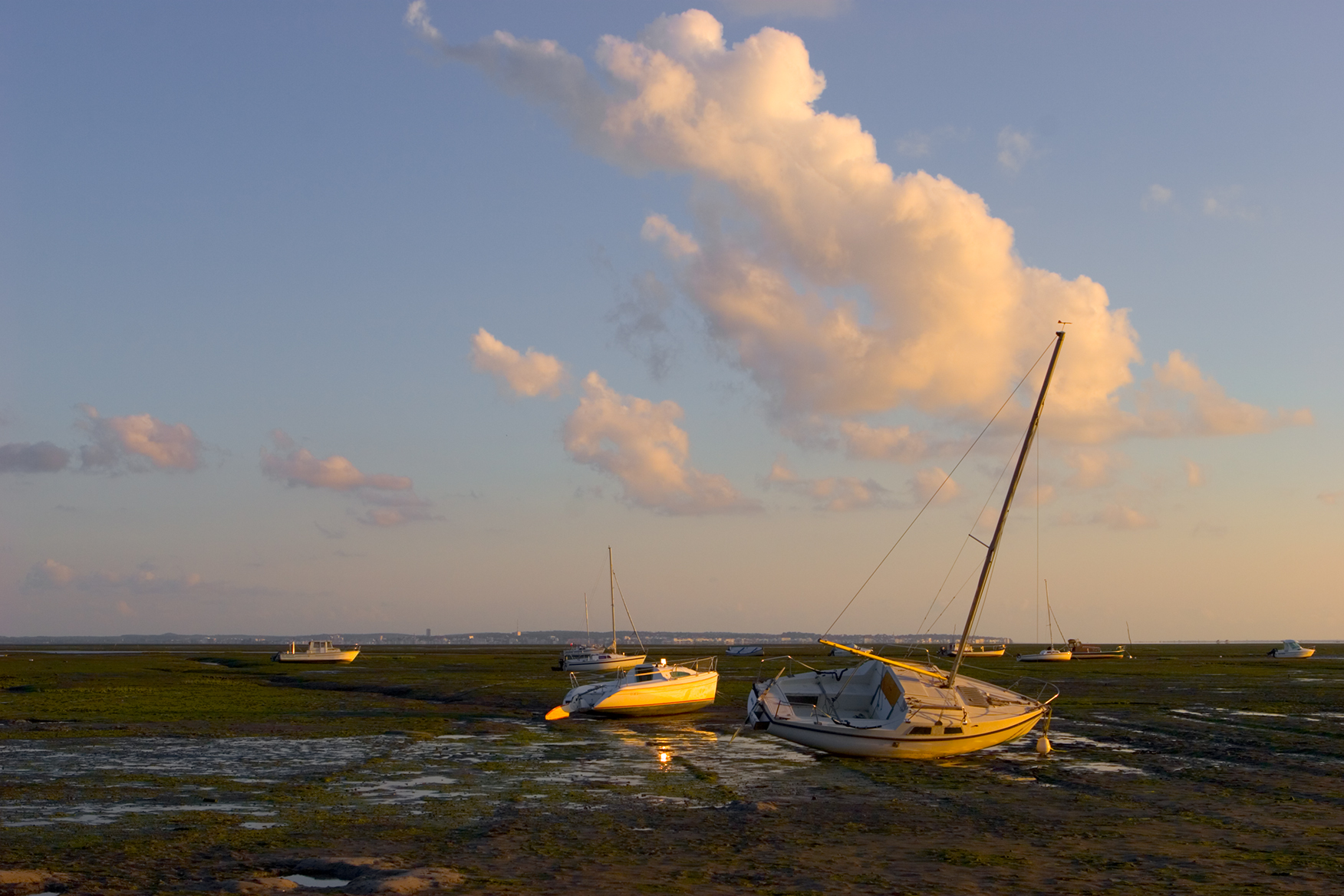
Bassin d’Arcachon bei Ebbe
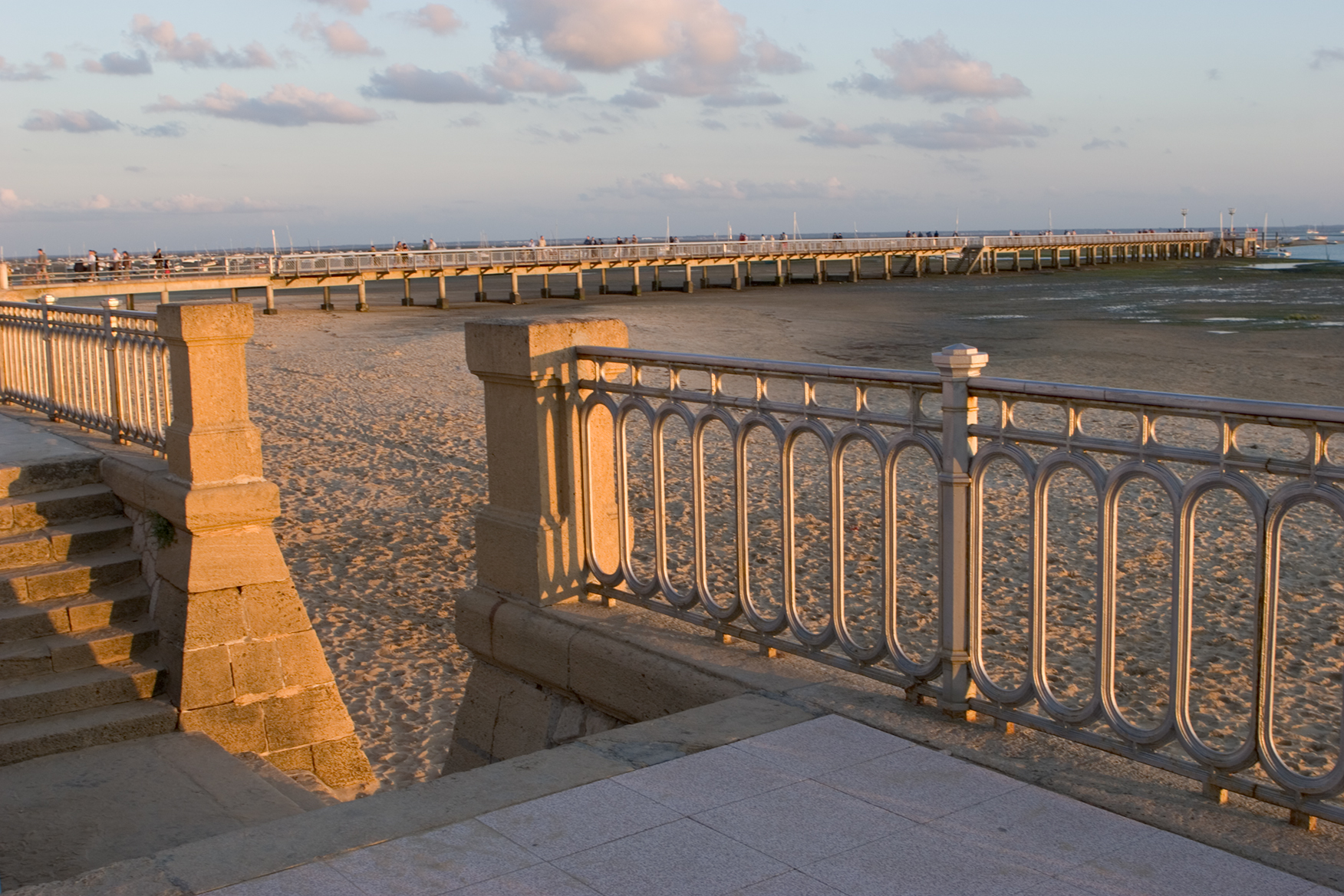
Strandpromenade
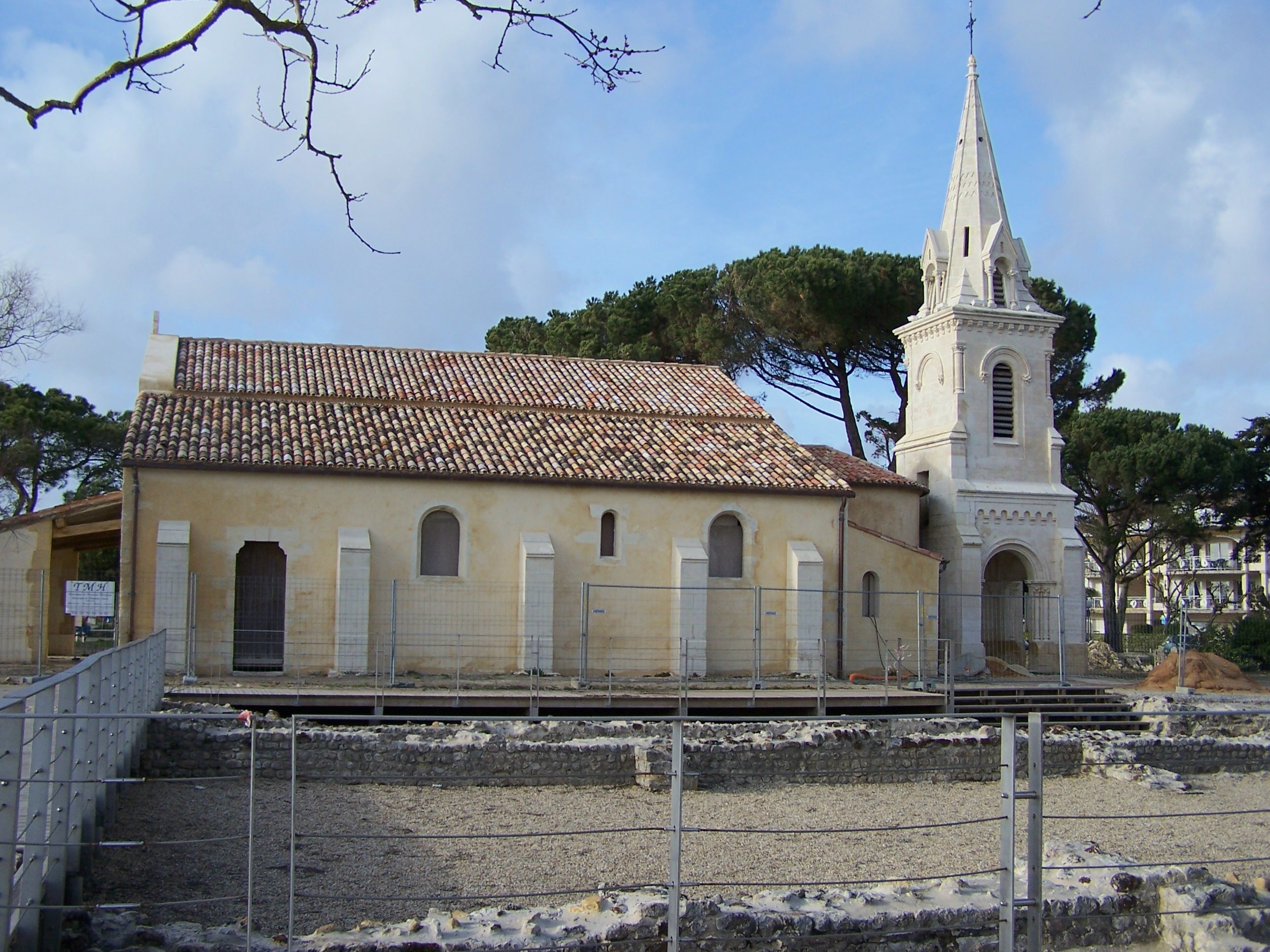
Kirche Saint-Éloi mit römischer Ausgrabung im Vordergrund.
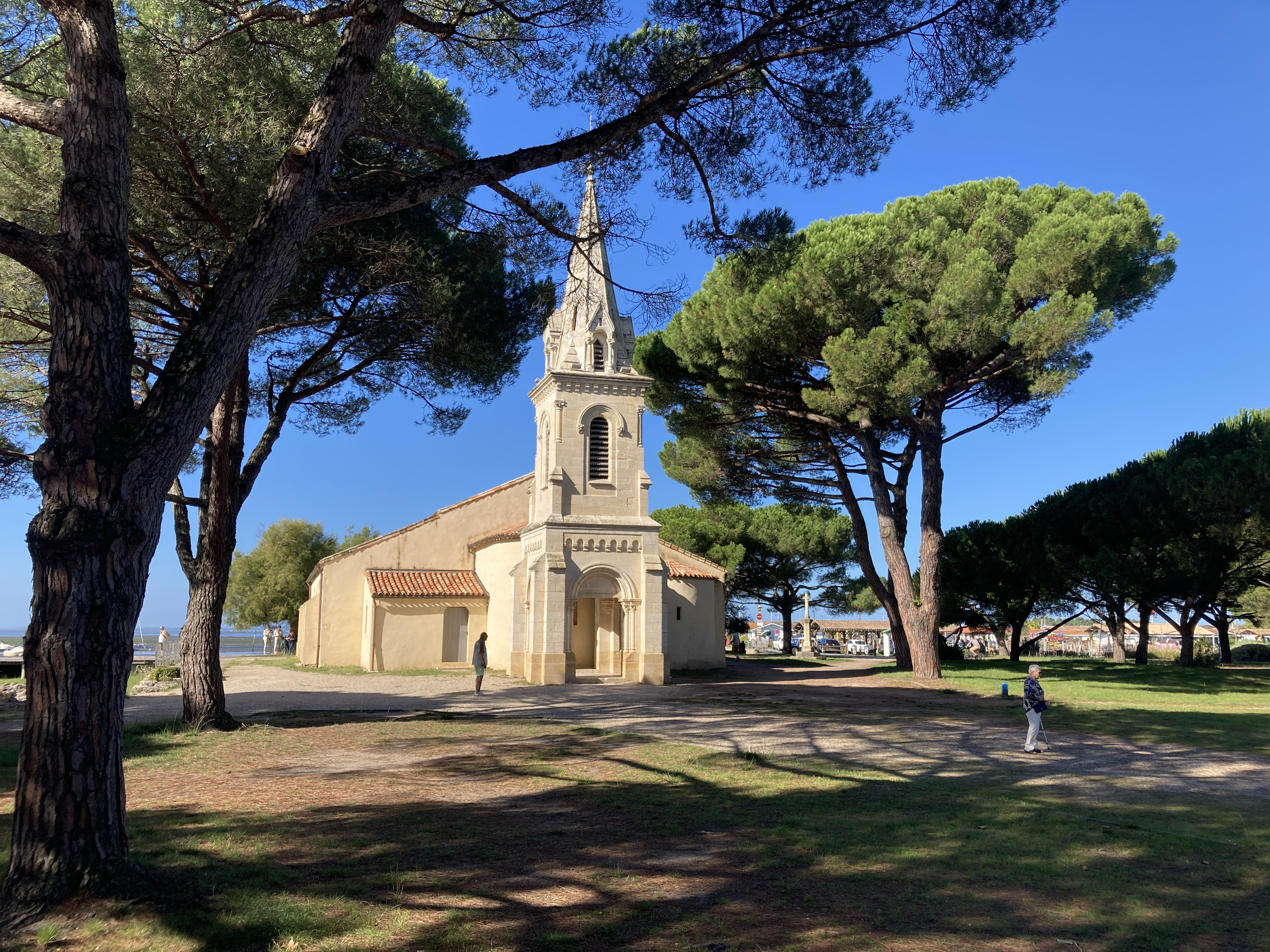
Kirche Saint-Éloi
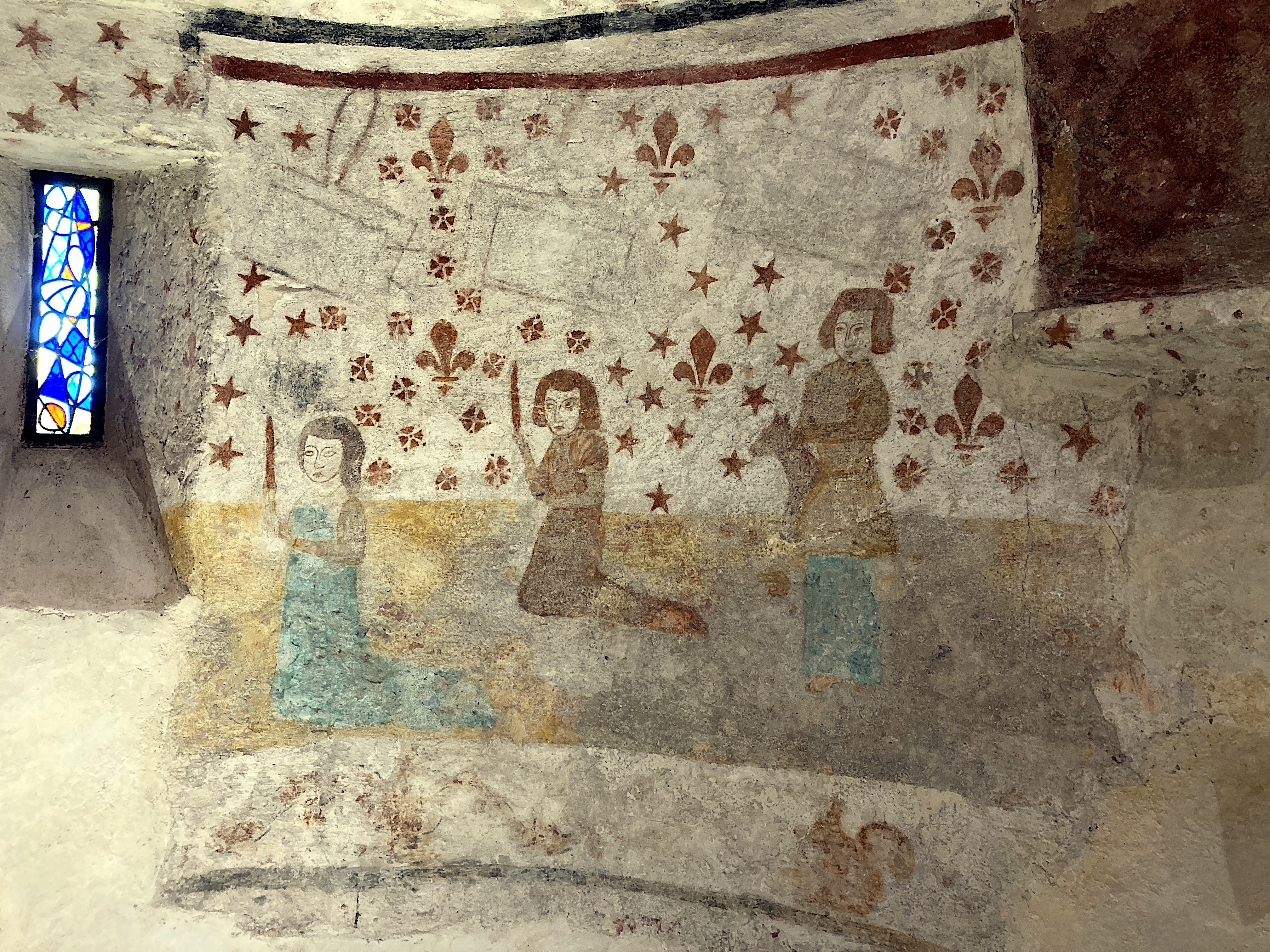
Fresko aus dem Spätmittelalter in der Kirche Saint-Éloi.

## Kultur
In der Villa Ignota (Maison municipale Louis-David) befindet sich das Heimatmuseum, wo Teile der gallo-römischen Ausgrabungsfunde aus dem 4. Jahrhundert ausgestellt werden. Die ehemalige Villa wird auch für Kunstausstellungen genutzt.

## Städtepartnerschaften
Seit  1977 ist Andernos-les-Bains mit Nussloch in Baden-Württemberg partnerschaftlich verbunden, seit 1993 mit der spanischen  Stadt Segorbe und seit 2008 mit Largs in Schottland.

## Literatur

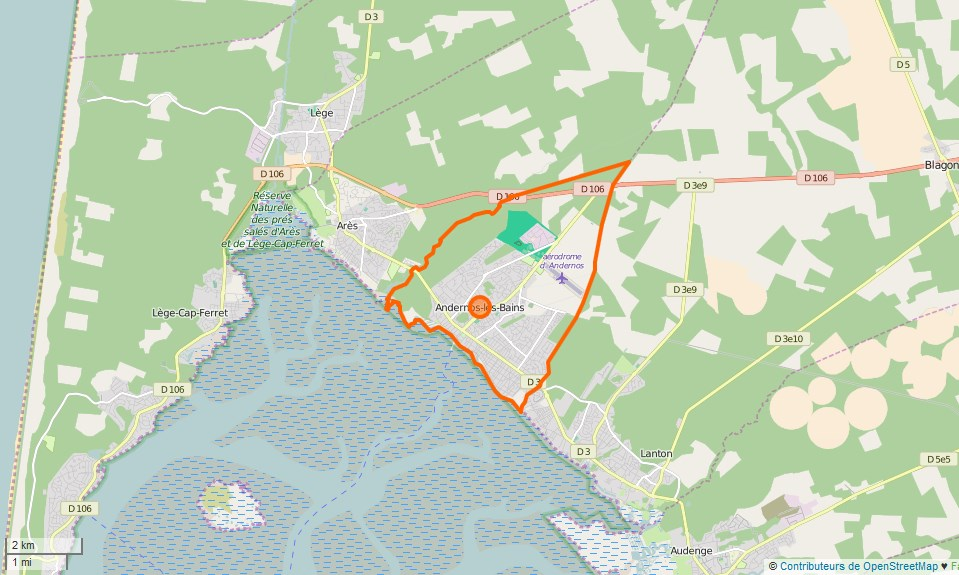
Andernos-les-Bains: Gemeindegrenzen